# Revolution (Film)
Revolution ist ein Abenteuerfilm von Hugh Hudson aus dem Jahr 1985. Die Hauptrollen sind mit Al Pacino, Donald Sutherland und Nastassja Kinski besetzt.

## Handlung
Tom Dobb lebt als Jäger in der Adirondack-Region im Bundesstaat New York und verkauft in der Stadt Pelze. Im Jahr 1776 schließt sich sein 14-jähriger Sohn Ned der Armee der Aufständischen an, um am Amerikanischen Unabhängigkeitskrieg teilzunehmen. Tom will auf seinen Sohn aufpassen und meldet sich ebenfalls zur Armee. Der Vater und der Sohn kämpfen gemeinsam an den Brooklyn Heights und in der Schlacht von Yorktown.
Auf der Suche nach seinem Sohn wird Tom von den Briten gefangen genommen. Er lernt dort die Großbürgertochter Daisy McConnahay kennen, die mit den Aufständischen sympathisiert. Mit dieser Haltung befindet sie sich im Konflikt mit ihren Eltern. Der völlig ungebildete Trapper verliebt sich in die Tochter aus gutem Hause.

## Kritiken
- Vincent Canby schrieb in der New York Times, dass der Film so schlecht sei, dass sich eine interessante Hintergrundgeschichte dahinter verbergen müsse. Al Pacino wirke wie der Rambo des 18. Jahrhunderts. Canby kritisierte das Drehbuch und die Kameraarbeit. Die historischen Hintergründe der Ereignisse seien nicht erklärt.[1]
- Lexikon des internationalen Films: „Das interessante Thema wird durch dramaturgische und inszenatorische Schwächen leider verspielt. Entstanden ist ein reiner Ausstattungsfilm mit wenig profilierten, unglaubwürdigen Figuren.“[2]
- Georg Seeßlen schrieb in epd Film: „Zu Hudsons sehr später Romantik, seinen kolonialen Passionen, mag man stehen wie man mag. An seiner Fähigkeit, dafür die grandiosesten Bilder und Erzählfiguren zu finden, ist kaum zu zweifeln.“[3]
- Der Film hat einen Anteil positiver Kritiken von 10 % auf Rotten Tomatoes.[4]

## Auszeichnungen
Nominierungen
- Goldene Himbeere – Irwin Winkler
- Goldene Himbeere – Hugh Hudson
- Goldene Himbeere – Al Pacino
- Goldene Himbeere – John Corigliano

Der Film gewann den Stinkers Bad Movie Awards als schlechtester Film.
Die Deutsche Film- und Medienbewertung FBW in Wiesbaden verlieh dem Film das Prädikat wertvoll.

## Produktionsgeschichte und Rezeption
Der Film wurde in England gedreht. Er kostete etwa 28 Millionen US-Dollar und brachte in den US-Kinos etwa 347.000 Dollar ein. In Deutschland zählte man etwa 14.000 Kinobesucher.